# Йозеф Карл Лудвиг Австрийски
Йозеф Карл Лудвиг Австрийски (на немски: Joseph Karl Ludwig von Österreich; * 2 март 1833, Пресбург; † 13 юни 1905, Фиуме) е ерцхерцог на Австрия от унгарския клон на династията Хабсбург-Лотаринги.

## Живот
Той е вторият син на ерцхерцог Йозеф Антон Йохан Австрийски (1776 – 1847), палатин на Унгария, и втората му съпруга херцогиня Мария Доротея Вюртембергска (1797 – 1855). Баща му е 7. син на император Леополд II и инфанта Мария Лудовика Испанска. Най-малката му сестра Мария Хенриета се омъжва през 1853 г. за крал Леополд II от Белгия.
През 1860 г. той става генерал-майор, през 1874 г. е генерал на кавалерията. Той обича Унгария и издава множество произведения за биологията и езика на страната.
Карл Лудвиг се жени на 12 май 1864 г. в Кобург за принцеса Клотилда от Саксония-Кобург и Гота (1846 – 1927), най-възрастната дъщеря на принц Август Лудвиг Виктор от Саксония-Кобург и Гота (1818 – 1881) и съпругата му Клементина Бурбон-Орлеанска (1817 – 1907), дъщеря на френския крал Луи-Филип. Нейният най-малък брат Фердинанд I става през 1887 г. цар на България.
Карл Лудвиг е погребан в криптата на двореца в Буда.

## Деца
- Елизабет (1865 – 1866)
- Мария Доротея (1867 – 1932)

∞ 1896 херцог Филип Орлеански (1869 – 1926)
- Маргарета (1870 – 1955)

∞ 1890 княз Алберт фон Турн и Таксис (1867 – 1952)
- Йозеф Август (1872 – 1962)

∞ 1893 принцеса Августа Баварска (1875 – 1964)
- Ладислаус Филип (1875 – 1895)
- Елизабет (1883 – 1958)
- Клотилда (1884 – 1903)